# Aprendizagem significativa
Aprendizagem significativa é o conceito central da teoria da aprendizagem de David Ausubel. Segundo Marco Antônio Moreira "a aprendizagem significativa é um processo por meio do qual uma nova informação relaciona-se, de maneira substantiva (não-literal) e não-arbitrária, a um aspecto relevante da estrutura de conhecimento do indivíduo". Em outras palavras, os novos conhecimentos que se adquirem relacionam-se com o conhecimento prévio que o aluno possui. Ausubel define este conhecimento prévio como "conceito subsunçor" ou simplesmente "subsunçor". Os subsunçores são estruturas de conhecimento específicos que podem ser mais ou menos abrangentes de acordo com a freqüência com que ocorre aprendizagem significativa em conjunto com um dado subsunçor.
Subsunçores
A aprendizagem significativa ocorre quando a nova informação ancora-se em conceitos relevantes (subsunçores) preexistentes na estrutura cognitiva do aprendiz. Ausubel define estruturas cognitivas como estruturas hierarquicas de conceitos que são representações de experiências sensoriais do indivíduo. A ocorrência da aprendizagem significativa implica o crescimento e modificação do conceito subsunçor. A partir de um conceito geral (já incorporado pelo aluno) o conhecimento pode ser construído de modo a liga-lo com novos conceitos facilitando a compreensão das novas informações, o que dá significado real ao conhecimento adquirido. As idéias novas só podem ser aprendidas e retidas de maneira útil caso se refiram a conceitos e proposições já disponíveis, que proporcionam as âncoras conceituais.
Primeiros estudos
Ausubel publicou seus primeiros estudos sobre a teoria da aprendizagem significativa em 1963 (The Psychology of Meaningful Verbal Learning) e desenvolveu-a durante as décadas de 1960 e 1970. Mais tarde, no final da década de 1970, Ausubel recebeu a contribuição de Joseph Novak, que progressivamente incumbiu-se de refinar e divulgar a teoria. Com a contribuição de Novak, a teoria da aprendizagem significativa modificou o foco do ensino do modelo estímulo→ resposta→ reforço positivo para o modelo aprendizagem significativa→ mudança conceptual→ construtivismo.